# Mirjam Maasikas
Mirjam Maasikas

Link zum Bild

Mirjam Maasikas (* 10. Oktober 1916 in Jurjew als Mirjam Kofkin; † 28. September 1992 in Tallinn) war eine estnische Glaskünstlerin und Designerin.

## Leben und Werk

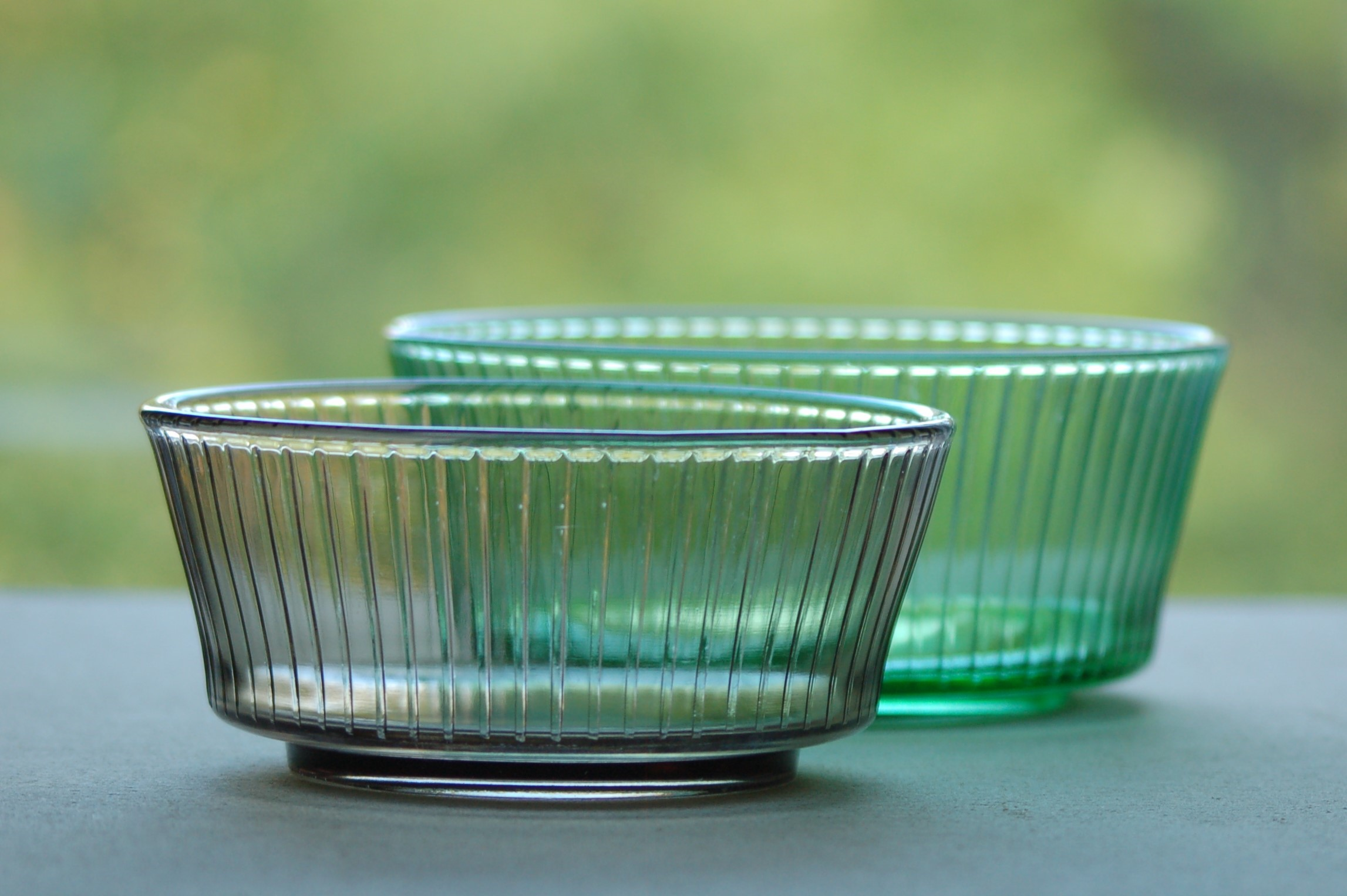
„Salat“, Mirjam Maasikas, Tarbeklaas

Sie war die Tochter von Anna Halper und Benjamin Moses Kofkin und Ehefrau von Roland Edmund Maasikas. Ihre ältere Schwester Sophia wurde 1912 geboren. Während des Zweiten Weltkriegs war Mirjam Maasikas als Sanitätsausbilderin im 917. Regiment des estnischen Fliegerkorps Kriegsteilnehmerin. Für ihren Einsatz wurde sie ausgezeichnet. Das Studium am Estnische Kunstakademie (damals Nationales Kunstinstitut der Estnischen SSR) bei Maks Roosma schloss sie im Jahr 1955 ab.
Ab dem Jahr 1955 war sie als Graveurin bei der Glasfabrik Tarbeklaas tätig. Ab 1960 schuf sie als Designerin gemeinsam mit Helga Kõrge, Ingi Vaher und ab 1965 mit Pilvi Ojamaa viele Hundert Produktmuster für Alltagsgegenstände aus Glas, darunter einige, die heute Kultstatus genießen. Das Design der Frauen zeichnet sich durch eine ruhige Formensprache und die Verwendung von Rauchglas aus. Später kamen die aus Finnland bekannten „Eisglas“-Objekte sowie die klobigen Farbglasschalen und -vasen hinzu. Ein früher Entwurf von Maasikas ist die Serie „Hurm“. Das „Atland“-Service und die „Salat“-Schalenserie gehören zu ihren bekanntesten Entwürfen. Die Serie „Inna“ wurde über viele Jahre bis 1984 produziert.

## Ausstellungen (Auswahl)
- 1960: Kunstausstellung zum 20-jährigen Bestehen der Estnischen SSR, Kunsthalle Tallinn[7]
- 1964: Ausstellung der Estnischen SSR für angewandte Kunst, Kunsthalle Tallinn[7]
- 1966: Neue Kreationen von Industriedesignern, Kunstsalon Tallinn[7]
- 1966: Angewandte Kunst in Estland, Kunstgewerbemuseum Prag[7]
- 1966: Ausstellung der Estnischen SSR für angewandte Kunst, Kunstmuseum Tartu[7]
- 1966: Angewandte Kunst in Estland, Haus der tschechoslowakisch-sowjetischen Freundschaft, Slowakei[7]
- 1968: Estnische Grafik und angewandte Kunst, Neue Nationalgalerie, Berlin[7]
- 1969: Ausstellung der Estnischen SSR für angewandte Kunst, Kunstmuseum Tartu[7]
- 1970: Ausstellung der Estnischen SSR für angewandte Kunst, Kunstmuseum Tartu[7]
- 1974: Ausstellung der Estnischen SSR für angewandte Kunst, Kunsthalle Tallinn[7]
- 1975: Ausstellung der Estnischen SSR für angewandte Kunst, Kunsthalle Tallinn[7]
- 1977: Die Glaskunst von Mirjam Maasika, Nationales Kunstmuseum der Estnischen SSR
- 1980: Ausstellung der Estnischen SSR für angewandte Kunst, Kunsthalle Tallinn[7]
- 1980: Ausstellung der Werke von Künstlern, die „Veteranen des Großen Vaterländischen Krieges“ waren, Estnische Akademie der Künste[7]